# Prionotropis azami
Prionotropis azami är en insekt i ordningen hopprätvingar som förekommer i södra Frankrike. Populationen listades en längre tid som underart till Prionotropis hystrix och sedan 2015 godkänns den som art.
Med en genomsnittlig absolut längd av 31,5 mm för hanar samt av 38 mm för honor är arten näst minst i släktet Prionotropis efter Prionotropis flexuosa. Ryggplåten (pronotum) av mellankroppens första segment (prothorax) är oftast 11 mm lång.
Utbredningsområdet sträcker sig från departementet Alpes-Maritimes västerut till departementet Bouches-du-Rhône. Arten lever på högplatå och i bergstrakter. Individerna vistas i torra öppna landskap med ett täcke av gräs och andra låga växter. Prionotropis azami hittas även på skogsgläntor. Den population som fortfarande klassificeras som Prionotropis hystrix lever längre österut i nordöstra Italien och på Balkan. Arten delar däremot en del av utbredningsområdet med Prionotropis rhodanica.
Gräshoppan hotas av intensiv boskapsskötsel och av landskapsförändringar. Populationens storlek varierar mycket under tiden. Vid en liten populationsstorlek är arten särskild känslig mot förändringar. Uppskattningsvis är utbredningsområdet inte större än 300 km². IUCN listar Prionotropis azami som starkt hotad (EN).